# وست کوست ایر
وست کوست ایر (به انگلیسی: West Coast Air) یک شرکت هواپیمایی با کد یاتا 8O است. دفتر مرکزی وست کوست ایر در ونکوور، بریتیش کلمبیا، کانادا واقع شده‌است و قطب این شرکت هواپیمایی در فرودگاه آبی بندرگاه ونکوور قرار دارد و به ۷ مقصد، پرواز انجام می‌دهد.